# Kenza Dali
Kenza Dali (ur. 31 lipca 1991 w Sainte-Colombe) – francusko-algierska piłkarka, występująca na pozycji pomocniczki w angielskim klubie Aston Villa W.F.C. oraz w reprezentacji Francji. Uczestniczka Mistrzostw Świata 2015 i 2023 oraz Mistrzostw Europy 2022.

## Statystyki

### Klubowe
Na podstawie:
| Klub                 | Sezonów | Liga                 | Liga  | Liga   | Puchar krajowy | Puchar krajowy | Kontynentalne | Kontynentalne | Suma  | Suma   |
| Klub                 | Sezonów | Liga                 | Mecze | Bramki | Mecze          | Bramki         | Mecze         | Bramki        | Mecze | Bramki |
| -------------------- | ------- | -------------------- | ----- | ------ | -------------- | -------------- | ------------- | ------------- | ----- | ------ |
| Olympique Lyon       | 1       | Division 1 Féminine  | 1     | 0      | 0              | 0              | –             | –             | 1     | 0      |
| Rodez AF             | 1       | Division 1 Féminine  | 12    | 1      | 0              | 0              | –             | –             | 12    | 1      |
| Paris Saint-Germain  | 2       | Division 1 Féminine  | 80    | 34     | 0              | 0              | 16            | 2             | 96    | 36     |
| Olympique Lyon       | 1       | Division 1 Féminine  | 1     | 0      | 0              | 0              | –             | –             | 1     | 0      |
| Lille OSC            | 1       | Division 1 Féminine  | 10    | 1      | 0              | 0              | –             | –             | 10    | 1      |
| Dijon FCO            | 1       | Division 1 Féminine  | 17    | 6      | 0              | 0              | –             | –             | 17    | 6      |
| West Ham United F.C. | 2       | Women’s Super League | 32    | 5      | 5              | 2              | –             | –             | 37    | 7      |
| Everton F.C.         | 1       | Women’s Super League | 20    | 0      | 7              | 1              | –             | –             | 27    | 1      |
| Aston Villa W.F.C.   | 2       |                      | 32    | 6      | 16             | 2              | –             | –             | 48    | 8      |
|                      | Łącznie | Łącznie              | 55    | 38     | 14             | 1              | 16            | 6             | 183   | 52     |

### Reprezentacyjne
Na podstawie:
| Mecze i gole w reprezentacji podczas Mistrzostw Świata 2015 | Mecze i gole w reprezentacji podczas Mistrzostw Świata 2015 | Mecze i gole w reprezentacji podczas Mistrzostw Świata 2015 | Mecze i gole w reprezentacji podczas Mistrzostw Świata 2015 | Mecze i gole w reprezentacji podczas Mistrzostw Świata 2015 | Mecze i gole w reprezentacji podczas Mistrzostw Świata 2015 | Mecze i gole w reprezentacji podczas Mistrzostw Świata 2015 | Mecze i gole w reprezentacji podczas Mistrzostw Świata 2015 |
| Lp.                                                         | Data                                                        | Miasto                                                      | Przeciwnik                                                  | Wynik                                                       | Gole                                                        | Inne                                                        | Faza rozgrywek                                              |
| ----------------------------------------------------------- | ----------------------------------------------------------- | ----------------------------------------------------------- | ----------------------------------------------------------- | ----------------------------------------------------------- | ----------------------------------------------------------- | ----------------------------------------------------------- | ----------------------------------------------------------- |
| 1.                                                          | 09.06.2015                                                  | Moncton                                                     | Anglia                                                      | 1:0 (1:0)                                                   |                                                             |                                                             | Faza grupowa                                                |
| 2.                                                          | 13.06.2015                                                  | Moncton                                                     | Kolumbia                                                    | 0:2 (0:1)                                                   |                                                             |                                                             | Faza grupowa                                                |

| Mecze i gole w reprezentacji podczas Mistrzostw Świata 2023 | Mecze i gole w reprezentacji podczas Mistrzostw Świata 2023 | Mecze i gole w reprezentacji podczas Mistrzostw Świata 2023 | Mecze i gole w reprezentacji podczas Mistrzostw Świata 2023 | Mecze i gole w reprezentacji podczas Mistrzostw Świata 2023 | Mecze i gole w reprezentacji podczas Mistrzostw Świata 2023 | Mecze i gole w reprezentacji podczas Mistrzostw Świata 2023 | Mecze i gole w reprezentacji podczas Mistrzostw Świata 2023 |
| Lp.                                                         | Data                                                        | Miasto                                                      | Przeciwnik                                                  | Wynik                                                       | Gole                                                        | Inne                                                        | Faza rozgrywek                                              |
| ----------------------------------------------------------- | ----------------------------------------------------------- | ----------------------------------------------------------- | ----------------------------------------------------------- | ----------------------------------------------------------- | ----------------------------------------------------------- | ----------------------------------------------------------- | ----------------------------------------------------------- |
| 1.                                                          | 23.07.2023                                                  | Sydney                                                      | Jamajka                                                     | 0:0 (0:0)                                                   |                                                             |                                                             | Faza grupowa                                                |
| 2.                                                          | 29.07.2023                                                  | Brisbane                                                    | Brazylia                                                    | 2:1 (1:0)                                                   |                                                             | 11'                                                         | Faza grupowa                                                |
| 3.                                                          | 08.08.2023                                                  | Adelaide                                                    | Maroko                                                      | 4:0 (3:0)                                                   | 20'                                                         |                                                             | 1/8 finału                                                  |
| 4.                                                          | 12.08.2023                                                  | Brisbane                                                    | Australia                                                   | 0:0 (k.6:7)                                                 |                                                             |                                                             | Ćwierćfinał                                                 |

## Sukcesy
Na podstawie:

### Klubowe
- Liga Mistrzyń UEFA 2016/17
- Mistrzyni Francji 2006/07, 2007/08, 2008/09, 2009/10, 2016/17

### Reprezentacyjne
- Wicemistrz Ligi Narodów 2023/24